# Leopold Andrian
 Leopold Freiherr von Andrian zu Werburg (Berlín, 9 de mayo de 1875-Friburgo, 19 de noviembre de 1951) fue un escritor austríaco. 

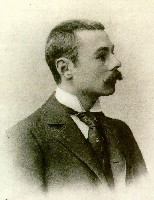
Leopold Andrian

Fue miembro del círculo « Joven Viena » y su obra más conocida es Der Garten der Erkenntnis. 
Al terminar la Primera Guerra Mundial, Andrian fue el primer director de la ópera de Viena, puesto que dejó tras la abdicación del emperador de Austria. Entre las dos guerras, Andrian evolucionó hacia una mentalidad más cristiana y conservadora y se exilió a Brasil durante la Segunda Guerra Mundial. 
Pidió ser enterrado en los Alpes austríacos donde pasó los momentos más felices de su juventud. Andrian tuvo muchísima correspondencia con el dramaturgo austríaco Hugo von Hofmannsthal que le tenía mucho cariño.   

## Obras
- Der Garten der Erkenntnis. Erzählung. Schmidt-Dengler, Graz, 1895
- Gedichte. De Zilverdistel, Haarlem, 1913
- Das Fest der Jugend. Des Gartens der Erkenntnis erster Teil und die Jugendgedichte. Fischer, Berlín, 1919
- Die Ständeordnung des Alls. Rationales Weltbild eines katholischen Dichters. Kösel & Pustet, München, 1930
- Österreich im Prisma der Idee. Katechismus der Führenden. Schmidt-Dengler, Graz, 1937
- Das Fest der Jugend. Die Jugendgedichte und ein Sonett. Schmidt-Dengler, Graz, 1948
- Leopold Andrian und die Blätter für die Kunst. Gedichte, Briefwechsel mit Stefan George und anderes. Mit einer Einleitung hrsg. von Walter H. Perl. Hauswedell, Hamburg, 1960
- Frühe Gedichte. Hrsg. von Walter H. Perl. Hauswedell, Hamburg, 1972
- Fragmente aus "Erwin und Elmire". Mit einer Einleitung und Kommentar hrsg. von Joëlle Stoupy. Castrum-Peregrini, Ámsterdam, 1993
- Der Garten der Erkenntnis und andere Dichtungen. Mit einem Nachwort hrsg. von Dieter Sudhoff. Igel, Oldenburg, 2003